# Gustaf Adolf Neumann

Gustaf Adolf Neumann (links), etwa 1955

Gustaf Adolf Jakob Neumann (* 11. Juni 1924 in Grieskirchen (Oberösterreich); † 18. Februar 2013 in Klosterneuburg in Niederösterreich) war ein österreichischer Verleger und Journalist.

## Leben
Neumann besuchte von 1934 bis 1938 die Missionsschule Dachsberg, dann die Oberstufe im Stiftsgymnasium Kremsmünster und im Schottengymnasium Wien, wo er die Matura bestand. Nach eigenen Angaben veröffentlichte Neumann in folgenden Jahren Gedichte und gründete 1945 einen Verlag mit dem Namen Hausruck; im gleichen Jahr gründete er das Echo der Heimat. In den Jahren 1949 und 1950 war Neumann Mitbegründer und Obmann des Verbandes der Unabhängigen.
Mitte der 1950er Jahre wurde die Zeitschrift, vor allem durch eine Kampagne für unschuldig Verurteilte – wobei 13 rehabilitiert werden konnten –, zur größten Wochenzeitung Österreichs. Insgesamt 13 Personen konnten durch sein Bemühen rehabilitiert werden, darunter Rudolf Rechberger, Josef Auer und Hubert Ranneth. 1965 erwirkte er unter anderem nach jahrelangen Bemühungen die Freilassung des 17 Jahre zuvor „wegen dreifachen Mordes zu einer lebenslänglichen Freiheitsstrafe verurteilten Studenten Erich Rebitzer“ aus der Strafanstalt Stein bei Wien.
Ab den 1960er Jahren war Neumann mit Leo Wallner befreundet und gründete mit ihm den Vorläufer der Casinos Austria.
1969 traf sich Neumann sich mit dem Schweizer Arzt Hans Martin Sutermeister (der zu jener Zeit „im politischen Kreuzfeuer stand“), der ihn „ein[en] entschlossene[n] Kämpfer gegen Justizirrtümer“ nannte. Sutermeister wollte mit ihm eine „Stiftung zur Aufdeckung von Justizirrtümern in der Schweiz, in der Bundesrepublik Deutschland und Österreich“ mit dem Namen Letzte Instanz und Sitz im Fürstentum Liechtenstein gründen mit dem Ziel, „möglichst viele Justizirrtümer der letzten Zeit“ aufzuklären. „In Neumann, dem geistigen Vater des vor einiger Zeit im österreichischen Parlament verabschiedeten Gesetzes über eine volle Entschädigung für unrechtmässig erstandene Haft («Lex Neumann») [wollte] Dr. Sutermeister den geeigneten Mitarbeiter gefunden haben.“ Sutermeister erwähnte ihn mehrmals in seinem Summa Iniuria: Ein Pitaval der Justizirrtümer.
Seit 1976 gab Neumann Die Kleine Klosterneuburger Zeitung, heute Kleine Klosterneuburger-Tullner-Korneuburger Zeitung, heraus. Von 1986 bis 1997 war Neumann Obmann des heimatlichen Bürgervereines „Lebenswertes Weidlingtal“, danach war er Ehrenobmann. 1991 wurde Neumann Präsident der Casinos Austria International Holding Ges.m.b.h.
Neumann gründete zudem die Stiftung Tiere-Rechte. Er wurde mit dem Titel „Professor“ und dem großen goldenen Ehrenzeichen für Verdienste um das Bundesland Niederösterreich ausgezeichnet. Seit 2007 war er Ehrenpräsident des Aufsichtsrates der Casino Austria International Holding Ges.m.b.h.
Gemäß Erwin Pröll war Neumann ein „leidenschaftlicher Zeitungsmann mit Hirn, Herz und Ambition“ und „Doyen der österreichischen Journalistik“.

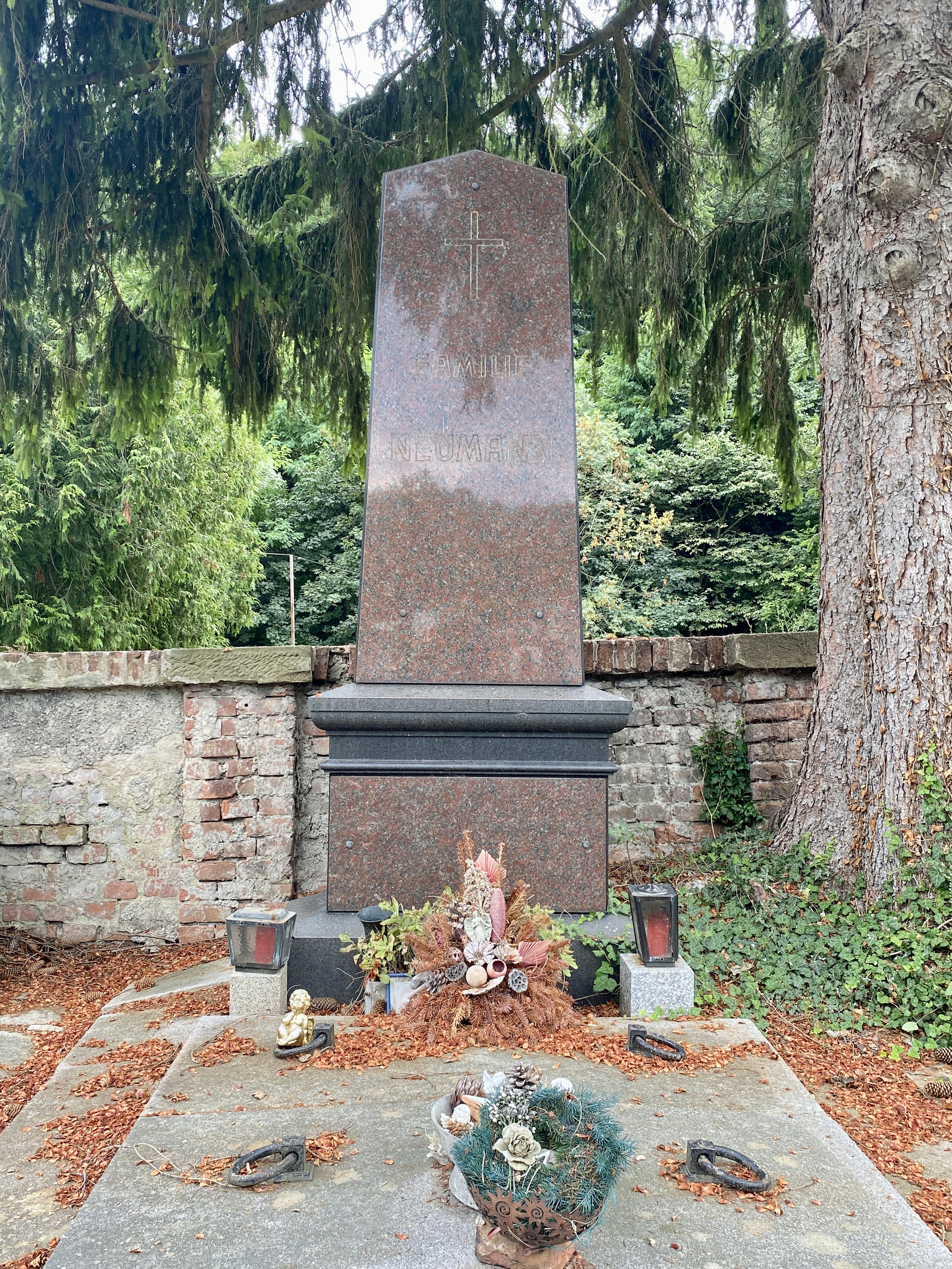
Grab von Gustaf Adolf Neumann

Gustaf Adolf Neumann wurde auf dem Weidlinger Friedhof bestattet. Der Wirtschaftsinformatiker Gustaf Neumann ist sein Sohn.

## Publikationen
- Faschings-Echo. Hausruckverlag, Linz 1952, DNB 576240079.
- Welt-Echo. Wien Oktober 1956, DNB 368037770 (Datum nachgewiesen).
- Suchen nach Sinn: Gesänge, Hymnen, Geschichte 1940–2000. Hammerl, 2000, OCLC 799219787.